# Dżazirat Szadwan
Dżazirat Szadwan (arab. جزيرة شدوان, znana też jako Dżazirat Szakir, arab. ‏جزيرة شاكر‎) – skalista wyspa na Morzu Czerwonym przy południowym krańcu Zatoki Sueskiej pomiędzy egipskimi wybrzeżami Afryki (okolice Hurghady) a azjatyckim Synajem (koło Szarm el-Szejk). Najwyższy szczyt wyspy wznosi się na wysokość 301 m n.p.m.
Wyspa leży w strategicznym miejscu przy wejściu do Zatoki Sueskiej, toteż w trakcie wojny Egiptu z Izraelem służyła jako baza wojskowa. Nadal znajdują się tu miny, toteż zabroniony jest wstęp na nią. Nurkuje się tu dość rzadko, gdyż istnieją lepsze i łatwiejsze do nurkowania rejony znacznie bliżej Hurghady i Półwyspu Synaj. Często spotyka się tu duże rekiny oceaniczne. Wyspę wykorzystuje się czasem jako kotwicowisko w trakcie wypraw na sąsiednie wyspy.
W południowo-wschodnim krańcu wyspy znajduje się latarnia morska zbudowana w 1889 roku. Została uszkodzona podczas izraelskiego ataku na wyspę w styczniu 1970 roku, a naprawiono ją dopiero w 1987 roku.